# Gymnosoma fuscohalteratum
Gymnosoma fuscohalteratum är en tvåvingeart som beskrevs av Fritz Isidore van Emden 1945. Gymnosoma fuscohalteratum ingår i släktet Gymnosoma och familjen parasitflugor. Inga underarter finns listade i Catalogue of Life.